# Neuburgweier
Neuburgweier ist einer von drei Stadtteilen von Rheinstetten im Landkreis Karlsruhe. Rheinstetten wurde 1975 als Gemeinde durch die Verwaltungsreform gebildet. Neuburgweier ist einwohner- und flächenmäßig der kleinste der drei Stadtteile.

## Anliegerorte
Folgende Orte oder Stadtteile grenzen an Neuburgweier: Forchheim, Mörsch, Au am Rhein und jenseits des Rheins Neuburg.

## Geografie

### Lage

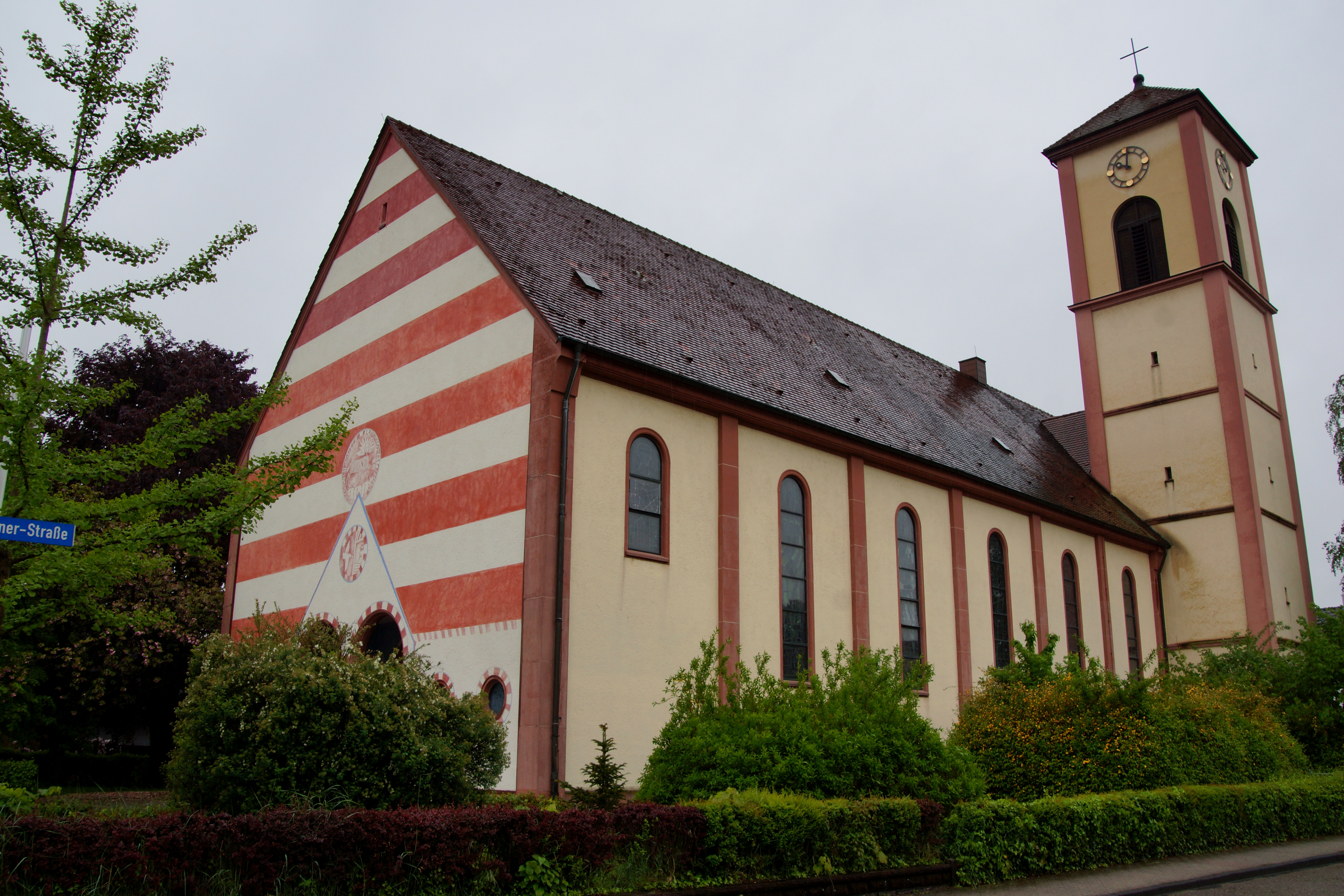
Katholische Pfarrkirche St Ursula

Westlich des Stadtteils fließt der Rhein und bildet die natürliche Grenze zu Rheinland-Pfalz. Die dort zahlreichen Auenwälder sind als Naturschutzgebiet ausgewiesen. In dem Gebiet liegt der Fermasee, ein großer ehemaliger Baggersee als Rest eines früheren Schotterabbaus.
Durch den Ort selbst fließt der rund 27 km lange Federbach. Das Naturschutzgebiet Rheinniederung zwischen Au am Rhein, Durmersheim und Rheinstetten grenzt an Neuburgweirer Gebiet.

### Größe und Einwohner
Neuburgweier hat knapp 2500 Einwohner und eine Gemarkungsfläche von 385 Hektar. Neuburgweier ist von der Einwohnerzahl mit Würmersheim vergleichbar. Von allen Stadtteilen Rheinstettens ist Neuburgweier der kleinste.

## Geschichte
Wahrscheinlich wurde Neuburg um 1100 zur Sicherung eines Rheinüberganges vom Bistum Speyer gegründet. Gegründet wurde es vermutlich als Weiler der Stadt Neuburg im 12. Jahrhundert. 1219 n. Chr. wird es erstmals in einer Teilungsurkunde der Brüder Otto und Eberhard von Eberstein erwähnt. Bis zum Jahre 1707 war Neuburgweier ein 'Weiler' der Muttergemeinde Neuburg am Rhein. 1592 gelangte Neuburg durch eine Laufänderung des Rheins auf die westliche Rheinseite und wurde so geografisch von Neuburgweier getrennt. Heute gibt es eine Rheinfähre von Neuburgweier nach Neuburg, auch Rheinfähre Baden-Pfalz genannt.
Der Ort ist eine von Neuburg ausgehende Siedlungsgründung der Grafen von Eberstein, die in Neuburgweier auch das Patronatsrecht über die Kirche St. Ursula, eine Hammerschmiede, eine Sägeschmiede, ein Forsthaus und einen Schafstall besaßen. Unter den Ebersteinern wurde Neuburgweier, inzwischen als Lehen der Kurpfalz, um 1545 reformiert. Nach dem Aussterben der Ebersteiner kam Neuburgweier an die Grafen von Wolkenstein durch einen Gebietstausch nach der Änderung des Rheinverlaufs an die Markgrafschaft Baden-Durlach. Im Dreißigjährigen Krieg wurde der Ort nahezu entvölkert. Durch Friedrich VII. Magnus wurde der weiterhin einwohnerschwache Ort drei Jahrzehnte nach dem Westfälischen Frieden mit Zuwanderern aus der Schweiz besiedelt, doch durch die Auswirkungen des Holländischen Krieges ab 1678 und die Franzoseneinfälle im späten 17. Jahrhundert fiel der Ort erneut zeitweilig wüst; die Gemarkung war mehrere Jahre an Frankreich abgetreten. Abermals unter Friedrich VII. Magnus begann danach eine Besiedlung mit vertriebenen Hugenotten.
Da der Ort in den Kriegen des 17. Jahrhunderts mehrfach niedergebrannt wurde, ging der mittelalterliche Ortskern verloren. Das heutige Straßengefüge im Ortskern geht nicht mehr auf die historisch gewachsene Situation, sondern vielmehr auf die Anlage von Schanzen und Verteidigungsstellungen des 17. Jahrhunderts zurück, mit denen die Franzosen ihr zeitweilig besetztes Terrain sichern wollten. Die zum Rhein hin gelegenen Niederungen unweit von Neuburgweier waren im 18. Jahrhundert, als der Ort zur Markgrafschaft Baden-Baden gehörte, regelmäßig Schauplatz von Feldlagern und Manövern der vereinten badischen Truppen, die bevorzugt auf solchen von Frankreich wiedererlangten Landstrichen lagerten. Selbst der baden-durlachsche Markgraf Karl III. Wilhelm war nach 1715 rund ein Dutzend Mal zu Besuch in Feldlagern nahe dem Ort. Auf seine Initiative geht auch die Förderung von Tabak- und Kartoffelanbau in der Region zurück.
Nach der Neugliederung Badens im frühen 19. Jahrhundert war der Ort eine unbedeutende Landgemeinde, in der hohe Armut herrschte. Die Einwohner verdingten sich in Landwirtschaft, Obstbau und Flößerei. Die Einwohnerzahl, die bis zum ersten Drittel des 19. Jahrhunderts stabil war, sank danach durch Ab- und Auswanderung. Der örtliche Kaufmann Maier war gleichzeitig Vertreter einer Company, die Auswanderungswilligen im Amt Ettlingen die Überfahrt nach Nordamerika vermittelte, so dass der Ort in der Hochphase der Auswanderung um die Revolutionsjahre 1848/49 auch ein Sammelpunkt für Auswanderer aus der nahen und ferneren Umgebung war. Einen wirtschaftlichen Aufschwung nahm der Ort erst durch die Gründung einer Kutschen- und Federnfabrik um 1860, die sich gegen Ende des 19. Jahrhunderts auf feinmechanische Erzeugnisse verlagerte und von der die Gründung mehrerer Zuliefer- und Veredelungsbetriebe im Umkreis ausging.
Ab dem späten 19. Jahrhundert begann der massive Abbau von Schotter bei Neuburgweier, der als Baumaterial begehrt war. Im Zweiten Weltkrieg wurde der Ort von mehreren Bombentreffern heimgesucht. Die örtliche Wirtschaft kam zum Erliegen. Das Schotterwerk und die mechanische Fabrik wurden danach nicht mehr in Betrieb genommen. Nach dem Zweiten Weltkrieg wurde der Ort hauptsächlich zur Wohngemeinde für Pendler der umliegenden Orte.
Am 1. Januar 1975 kam Neuburgweier zur neuen Gemeinde Rheinstetten.